# (Always Be My) Sunshine
"(Always Be My) Sunshine" is een single van de Amerikaanse rapper Jay-Z, afkomstig van zijn studioalbum In My Lifetime, Vol. 1. Het nummer wordt ondersteund door refreinen van Foxy Brown en Babyface. De productie werd verzorgd door Daven Vanderpool.

## Nummers

### Cd-versie
1. "Sunshine (Radio Edit)" (3:15)
2. "Sunshine (Album Version)" (4:11)
3. "Sunshine (Clean Version)" (4:12)
4. "Sunshine (TV Track)" (4:12)
5. "Sunshine (Acappella)" (3:49)

### Vinyl

#### A-kant
1. "Sunshine (Album Version)"
2. "Sunshine (TV Track)"
3. "Sunshine (Radio Edit)"

#### B-kant
1. "Sunshine (Clean Version)"
2. "Sunshine (Instrumental)"
3. "Sunshine (Acappella)"

## Hitlijsten
| Hitlijst (1997)                               | Hoogste positie |
| --------------------------------------------- | --------------- |
| Duitse Singles Chart                          | 18              |
| Zweedse Singles Chart                         | 42              |
| UK Singles Chart                              | 25              |
| VS Billboard Hot 100                          | 95              |
| VS Billboard Hot R&B/Hip-Hop Singles & Tracks | 37              |
| VS Billboard Hot Rap Singles                  | 16              |